# Conrad Nicolaus Boy
Conrad Nicolaus Boy, auch Conrad Nicolas Boy (* 9. Oktober 1753 in Lübeck; † 16. April 1793 in Berlin) war ein deutscher Bildhauer.

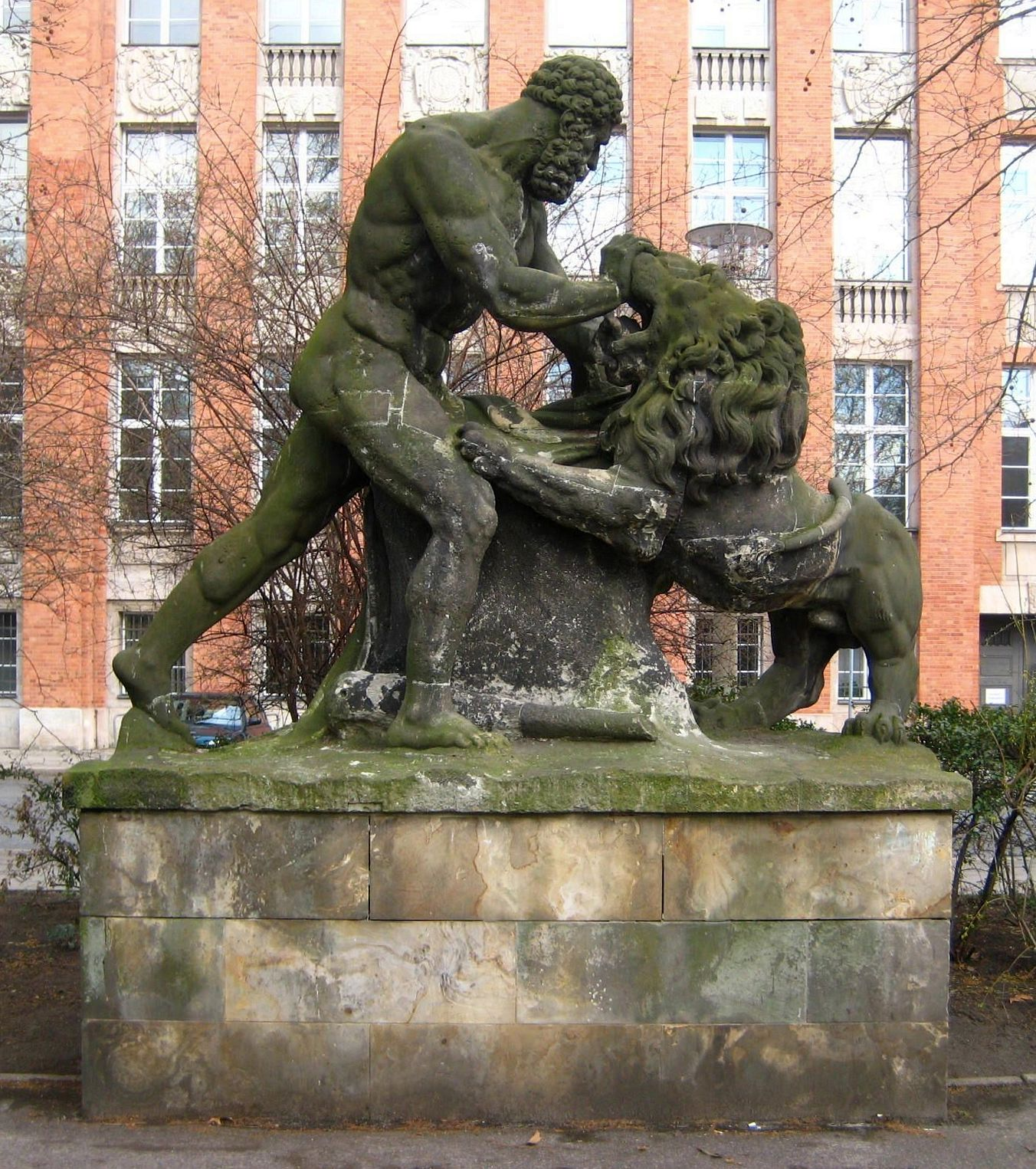
Herkules im Kampf mit dem Nemëischen Löwen, Köllnischer Park

## Leben
Conrad Nicolaus Boy lernte bei seinem Vater, dem Holz- und Steinbildhauer Dietrich Jürgen Boy in Lübeck, und ging dann nach Berlin. Dort arbeitete er mehrere Jahre in der Hofbildhauerwerkstatt, ab 1775 unter Antoine Tassaert, wo er sich mit Johann Gottfried Schadow befreundete. Nach Beendigung dieses Arbeitsverhältnisses schuf er mehrere Statuen zu öffentlichen Bauten. Für die Ausstellungen der Akademie der Künste von 1786 bis 1793 lieferte er mehrere Büsten Friedrichs des Großen und Friedrich Wilhelms II. in Marmor und mythologische Gruppen in Gips. Sein bedeutendstes Werk ist der 1787 von Schadow skizzierte und von ihm 1791 ausgeführte Herkules im Kampf mit dem Nemëischen Löwen für die von Carl Gotthard Langhans 1787/88 errichtete Herkulesbrücke. Beim Abriss der Brücke im Jahr 1890 wurde die Skulptur auf die neue Herkulesbrücke am Lützowplatz versetzt. Seit 1971 steht sie im Köllnischen Park. Boy war von 1791 bis 1793 Mitglied der Preußischen Akademie der Künste. 1792 wurde ihm, zusammen mit Christian Unger, die Ausführung des großen Basreliefs am Brandenburger Tor übertragen.